# Le Cavalier noir (film, 1945)
Pour les articles homonymes, voir Le Cavalier noir.
Pour plus de détails, voir Fiche technique et Distribution.
Le Cavalier noir est un film français réalisé par Gilles Grangier et sorti en 1945.

## Synopsis
Durant le XVIIIe siècle, dans les Flandres, le jeune Ramon de Orteba, s'est fait contrebandier sous le nom de comte noir pour reprendre au Roi de France ce dont il aurait été spolié. Il enlève par ruse le marquis de Saint-Brissac, le fermier de la gabelle. Sa fille, Solange, se rend au camp de Ramon pour négocier sa libération. 
Roman tombe amoureux de Solange et se rend à un rendez-vous qui, contre toute attente, finira par un mariage.

## Fiche technique
- Titre : Le Cavalier noir
- Réalisation : Gilles Grangier
- Superviseur : Jacques de Baroncelli
- Scénario et dialogue : André-Paul Antoine
- Décors : J-R Quignon et Le Barbenchon
- Costume : Mme Schumansky
- Photographie : Marc Fossard
- Son : André Domage
- Montage : Germaine Artus
- Musique : Francis Lopez
- Directeur de production : Marc Le Pelletier
- Sociétés de production : Sirius Films - Gaumont
- Format :  Noir et blanc - 1,37:1 - 35 mm - Son mono
- Pays de production : France
- Tournage: Château de Vaudrémont (Haute-Marne)
- Langue : français
- Genre : aventures
- Durée : 81 minutes
- Date de sortie : 
  - France : 31 mars 1945[1]
- Affiche : Jacques Bonneaud (France)

## Distribution
- Georges Guétary : Ramon de Orteba, le comte noir
- André Alerme : Monsieur de Saint-Brissac, le fermier de la gabelle
- Mila Parely : Lola
- Jean Tissier : Capitaine Le Hardi
- Nicole Maurey : Solange, la fille du marquis de Saint-Brissac
- Simone Valère : Lison
- Michèle Philippe : Marion
- Georgette Tissier : Annette
- Thomy Bourdelle : Pierre Le Mauvais
- Paul Demange : Plume
- Albert Rémy : Pinte
- Paul Faivre